# トルク・インダクション

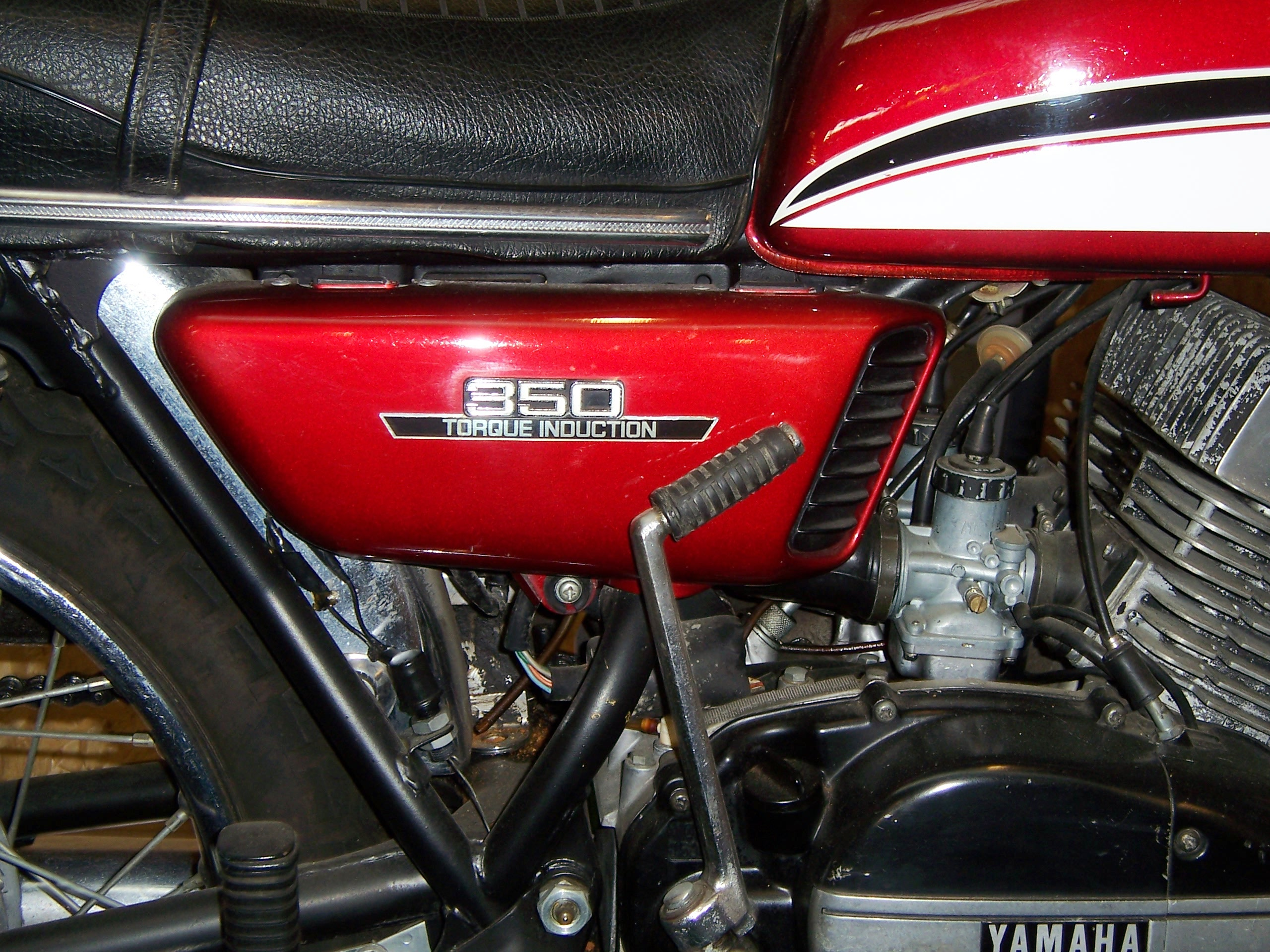
トルク・インダクションのエンブレムが貼付されたヤマハ・RD350

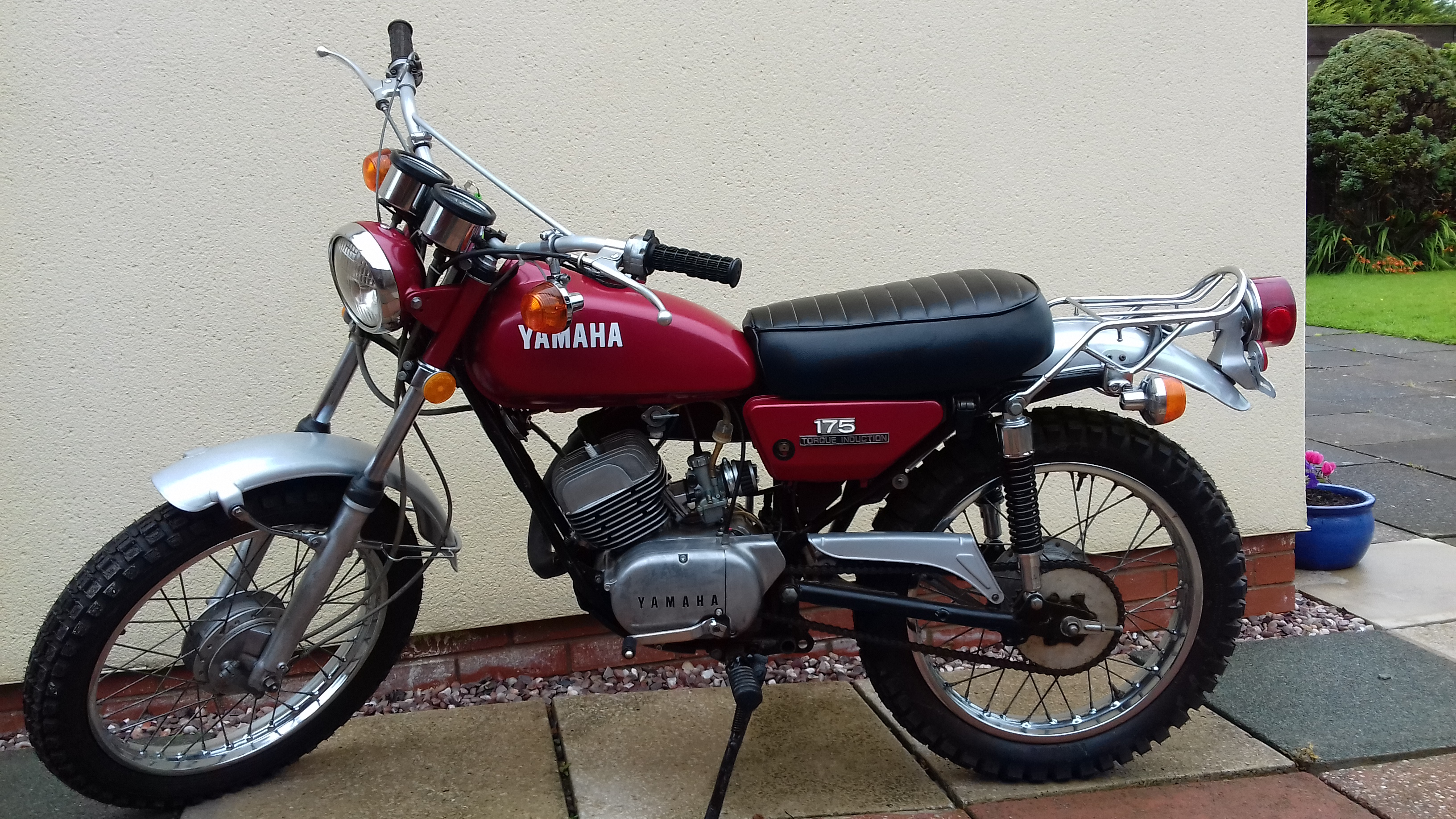
1972年式ヤマハ・CT175。トルク・インダクションのエンブレムが貼付されている。

トルク・インダクション（Torque Induction）はヤマハ発動機が1971年に開発した、2ストロークエンジンの吸気システムの名称である。

## 概要
トルク・インダクションはピストンバルブ式2ストロークエンジンにリードバルブと7ポート式吸排気ポートを組み合わせたもので、1971年のヤマハ・DT250、RT360、AT125、HT90の4車種に初採用された。1971年7月のプレス発表時点ではトルク・インダクションの名称は用いられていなかったが、同年9月の4車種発売のリリースからこの名称が用いられ始めた。米国特許取得は翌1972年である。
トルク・インダクションは欧米では1973年発売のヤマハ・RD350での採用で著名であり、トルク・インダクションの採用が車体にロゴの形で喧伝されていたが、その後1970年代後半よりYPVSやYEISといった新技術が登場してくると、ヤマハの2ストロークエンジンの中ではごく普遍的な技術となってしまい、トルク・インダクションを前面に出して宣伝されることは無くなっていった。

### 7ポート
トルク・インダクションの中核となる技術は、シリンダー内壁に設けられた吸気1、排気1、掃気5からなる合計7つのポートである。
元々ヤマハは1960年代中盤よりループ式掃気を改良し、シリンダー側面側に4つの掃気ポートを持たせた5ポート式をヤマハ・YAS-1などで採用していた。5ポート式は実際には吸気ポートを含めるとシリンダーには6つのポートが存在するが、掃排気に直接関わるポートは5つのため、吸気ポートを除外して5ポートと呼ばれていた。ヤマハのプレス発表に7ポートが初めて現れたのは1968年10月で、英国のプライベーター、D・ブラウニングにより元々5ポート式であったヤマハ・TD1-Cを7ポート式に改造した車体が英国内のレースで活動中と報じられていた。
この7ポート式とは、5ポート式では掃排気に関わらなかった吸気ポートのポートタイミングをポート加工で変更し、掃気工程の際に吸気ポートも掃気に関わるように改良したものである。7番目のポートは吸気ポート上部のシリンダー内壁を削りこむようにして設置される為、掃気の際にはシリンダーの上方に向けて混合気が噴出するように動作する。これにより、初期のクロスフロー式掃気エンジンの改良策として存在したディフレクター・ピストンと同様の効果をフラットトップピストンでも得られるようになり、ループ式掃気よりも確実な掃気効率が得られるようになった。その為、7ポート式は見かけ上は吸気1、排気1、掃気4の6つのポートしか存在しないが、吸気ポートが掃気ポートの役割も果たすという事で7番目のポートとして数え上げられていた。

### 略称
ヤマハのエンジン技術は通常、YPVSやYEIS、YICSなどにみられるように、接頭辞にYamaha、接尾辞にSystemを付ける事が一般的であるが、トルク・インダクションについてはこのような命名規則が一般化する前の技術のため、「YTIS」のような略語が存在しない。ヤマハの歴史上でYTISという用語を敢えて使う場合、YPVSにT-VISの要素を加えて1992年に特許を取得した、ヤマハ・タンブル誘導制御システム(Yamaha Tumble Induction Control System)の事を指すという点に注意が必要である。